# Lobo-marinho-de-peito-branco
O lobo-marinho-de-peito-branco, ou lobo-marinho-subantártico, (nome científico: Arctocephalus tropicalis) é encontrado na parte sul dos oceanos Índico, Pacífico e Atlântico, sendo suas colônias reprodutivas mais próximas localizadas no arquipélago de Tristão da Cunha.
Durante a temporada de inverno, os machos permanecem no mar, chegando à praia apenas na primavera para se reproduzir. As fêmeas com filhotes dependentes realizam viagens de forrageamento em intervalos durante o ano para alimentar seus filhotes. No verão, as fêmeas passam aproximadamente 6 a 10 dias no mar durante uma única viagem de forrageamento e, no inverno, as crises de caça aumentam para cerca de 23 a 28 dias. Entre viagens de forrageamento, as fêmeas passam cerca de 4 dias em terra com filhotes. Elas preferem praias rochosas com pedras abundantes e sombra. Os adultos podem mergulhar uma média de 16 a 19 m de profundidade em águas acima de 14 graus Celsius por até 4 minutos.
As distâncias percorridas pelo lobo-marinho-de-peito-branco variam de acordo com a estação. As distâncias de forrageamento de até 600 km afastados do viveiro ocorrem durante o verão; estes aumentam para até 1800 km durante o inverno. Este aumento na distância de forrageamento do verão para o inverno coincide com um aumento na quantidade de tempo que as fêmeas passam no mar.
Esse mamífero constitui a família Otariidae e foi descrito pela primeira vez por Gray em 1872 a partir de uma amostra encontrada no Norte da Austrália, por isso o inapropriado termo "tropicallis". Sua ocorrência no Brasil foi mencionada pela primeira vez baseada em dois exemplares encontrados no litoral norte do Rio Grande do Sul.

## Características
Na linguagem popular essa espécie é conhecida como lobo-marinho-de-peito-branco e diferencia-se do leão-marinho pelo porte menor, focinho alongado e pelagem mais macia. Sua coloração varia de um modo geral em tons de cinza e marrom.
Todavia, a sua pelagem nas regiões do peito, garganta e face apresentam cor pardo-amarelada. Além disso, ele também possui uma mecha de pelos no alto da cabeça, semelhante a um topete.
Dentre as nove espécies de lobo-marinho existentes, o lobo-marinho-subantártico possui tamanho médio. O macho pode possuir 2 metros de comprimento e pesa em média 160 Kg, enquanto a fêmea tem altura próxima de 1,40 metros e pesagem de cerca de 50 Kg.
O lobo marinho apresenta corpo fusiforme (formato de fuso, ou seja, mais encorpado no centro e mais fino nas extremidades) e totalmente coberto por pelos, que são anualmente renovados. A cauda é reduzida e aparentemente sem função.
Outra característica dessa espécie é a presença de orelhas e o apoio nos membros anteriores durante a locomoção.

## Dieta
A espécie tem como itens alimentares peixes, crustáceos, pinguins e cefalópodes. Ademais seus principais predadores são as orcas (Orcinus orca) e a foca-leopardo (Hydrurga leptonyx).

## Reprodução
A duração média do período de gestação desses mamíferos consiste em cerca de 11 a 12 meses. Após o nascimento, os filhotes de lobos marinhos permanecem com as mães até um ano de idade.
Normalmente, a cópula ocorre em terra e as fêmeas concebem um filhote anualmente, cujo tempo de lactação é de 3 a 24 semanas.

Os lobos subantárticos são poligâmicos com um sistema de acasalamento de harém, no qual os machos defendem territórios contendo de 6 a 20 fêmeas. Os machos vêm para a costa em outubro e competem por territórios. É nesse momento que os machos grandes estabelecem seus territórios nos quais receberão as fêmeas. Eles defenderão seu território e harém até que todas as fêmeas tenham sido acasaladas. Os filhotes nascem na primavera e no verão do hemisfério Sul (outubro a janeiro). O acasalamento ocorre uma vez por ano, aproximadamente 8 a 12 dias após o parto. Os machos são férteis somente nesse período, conservando energia durante o inverno. Para isso, interrompem a produção de espermatozoides durante a "entressafra". Uma fêmea concebe uma criança por estação após um período de gestação de 51 semanas. Embora existam casos documentados de uma fêmea reproduzindo gêmeos com sucesso, essa é uma ocorrência rara. Os filhotes de lobo-marinho-de-peito-branco nascem com peso entre 4 e 6 kg. Os filhotes machos crescem mais rapidamente e têm maior tendência à desmama (suspensão da amamentação) do que as fêmeas. As mães amamentam os filhotes até os 11 meses de idade, pouco antes de dar à luz o próximo filhote. Nos homens, a puberdade é atingida aos 3 a 4 anos de idade, mas a idade adulta completa não é atingida até os 10 e os 11 anos de idade, quando os machos conseguem adquirir o seu primeiro harém. As fêmeas são sexualmente maduras com aproximadamente 5 anos de idade.

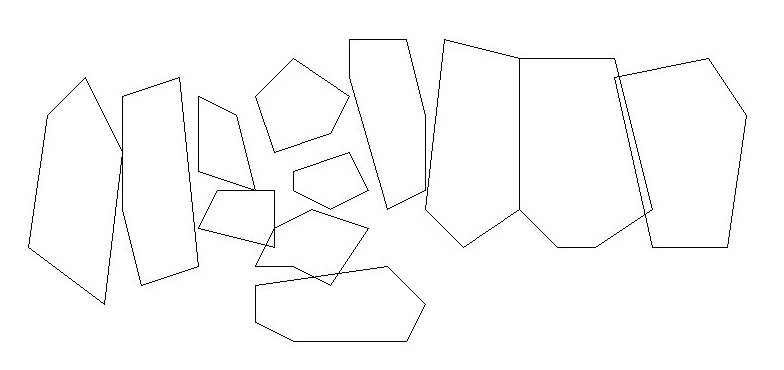
Exemplo da disposição dos machos defendendo os seus territórios em uma praia.
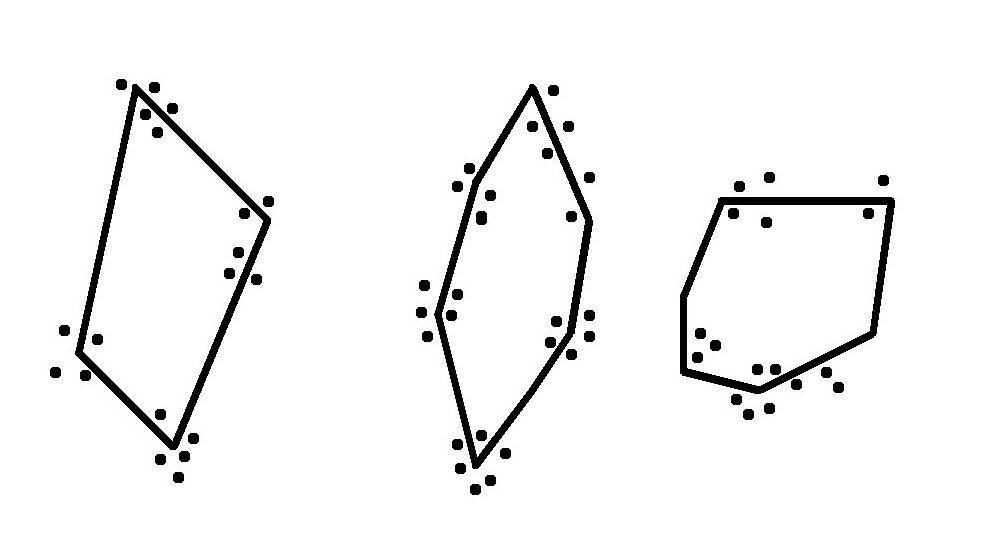
As linhas correspondem aos limites dos territórios, os pontos indicam a localização de um confronto.

## Conservação

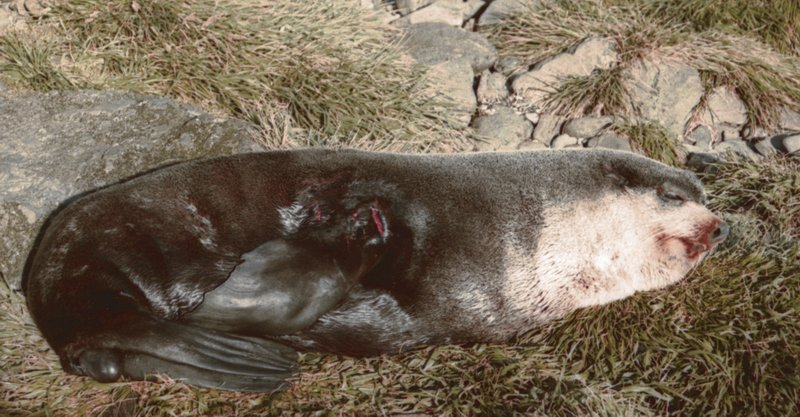
lobo-marinho-de-peito-branco ferido.

Os lobos marinhos foram caçados no mundo todo entre os séculos XVIII e XX, sendo quase levados à extinção durante o século XX. Após a diminuição e regulamentação das atividades de caça da maioria das espécies de lobos marinhos, as populações se restabeleceram rapidamente.
O grande valor comercial desses indivíduos encontra-se em sua pele e gordura, já que o óleo extraído da gordura do lobo-marinho-de-peito-branco contribuiu com a iluminação pública (servindo como lubrificante de maquinários) e com a produção de sabão, tintas e vestimentas. Atualmente, a intervenção humana é um dos fatores de risco á conservação dessa espécie, já que, grande parte da população permanece praticando atos de maus tratos contra esse indivíduos, cutucando-os, jogando água enquanto dormem e forçando-os a retornar para a água. Existem registros de animais que levaram tiros ou tiveram fraturas devido a agressões sofridas. A presença de animais domésticos também constitui em ameaça tanto pelo potencial de agressão física quanto pela possibilidade de transmissão de enfermidades. Apesar de não se encontrarem sob ameaça de extinção iminente, essa espécie poderá ser dizimada caso não sejam criadas leis que impeçam a sua utilização desenfreada e não compatível com o equilíbrio ecológico.

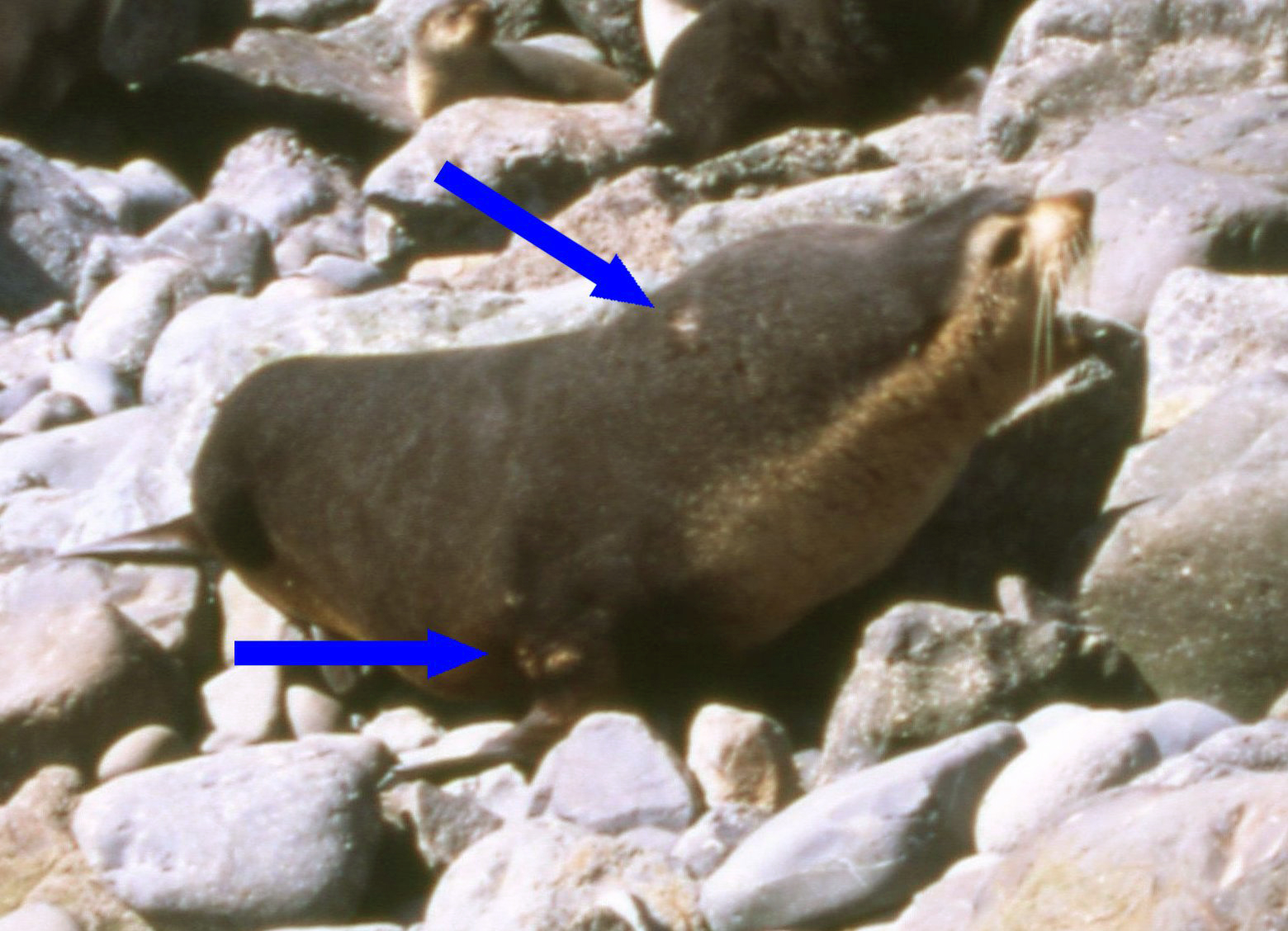
Macho com duas cicatrizes infligidas durante um combate anterior (indicado pelas setas azuis).

Outro fator que influencia na vulnerabilidade dessa espécie são as alterações climáticas.

## Comunicação

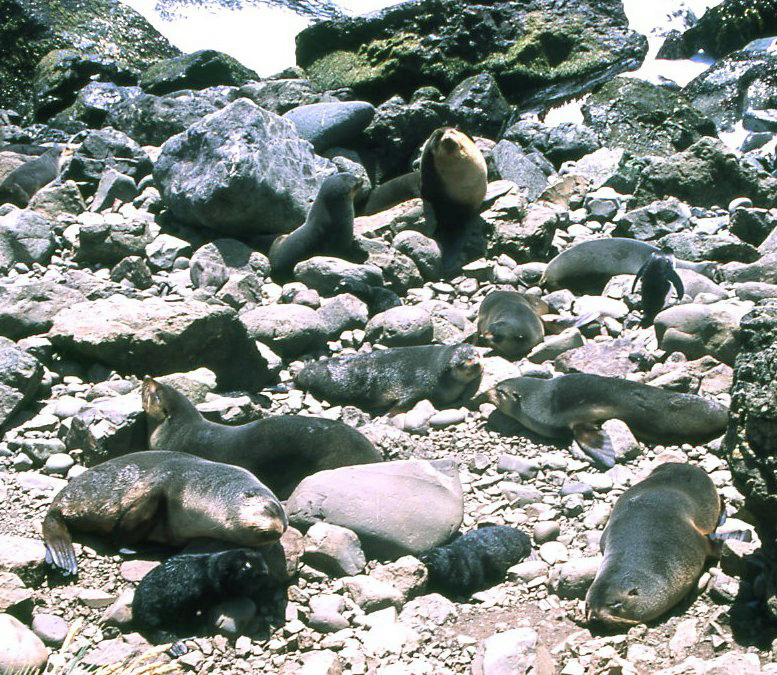
Harém de Arctocephalus tropicalis.

Durante viagens em busca de alimentos, as fêmeas dessa espécie utilizam um recurso denominado comunicação auditiva para encontrar e identificar seus filhotes. Isso consiste em uma "chamada de contato" à qual centenas de filhotes respondem. Dessa maneira, ela deve distinguir a resposta dos seus descendentes das demais, o que é possível porque cada filhote tem um chamado único reconhecido pela mãe. A mãe usa a visão e o olfato em menor escala para verificar a identidade do filhote antes de amamentar. Os machos utilizam comunicação auditiva, visual e tátil enquanto competem por territórios reprodutores. Eles usam vocalizações, dominância postural e exibições de ameaças, além de participar de lutas físicas.

## Comportamento
As fêmeas adultas do lobo-subantártico passam grande parte do tempo alimentando sua prole. Depois de dar a luz a um filhote, as fêmeas alternam-se em busca de alimento no mar e na terra para prover seus filhos. Antes do desmame, os filhotes permanecem no viveiro. Eles passam tempo tanto em terra quanto na água, contudo, à medida que envelhecem, os filhotes reduzem o seu tempo mergulhando. Isso ocorre porque, como as fêmeas passam mais tempo procurando alimento, os filhotes precisam esperar entre as mamadas e, portanto, têm menos energia à medida que o ano avança. À medida que crescem, os filhotes são capazes de mergulhar progressivamente mais fundo na água.

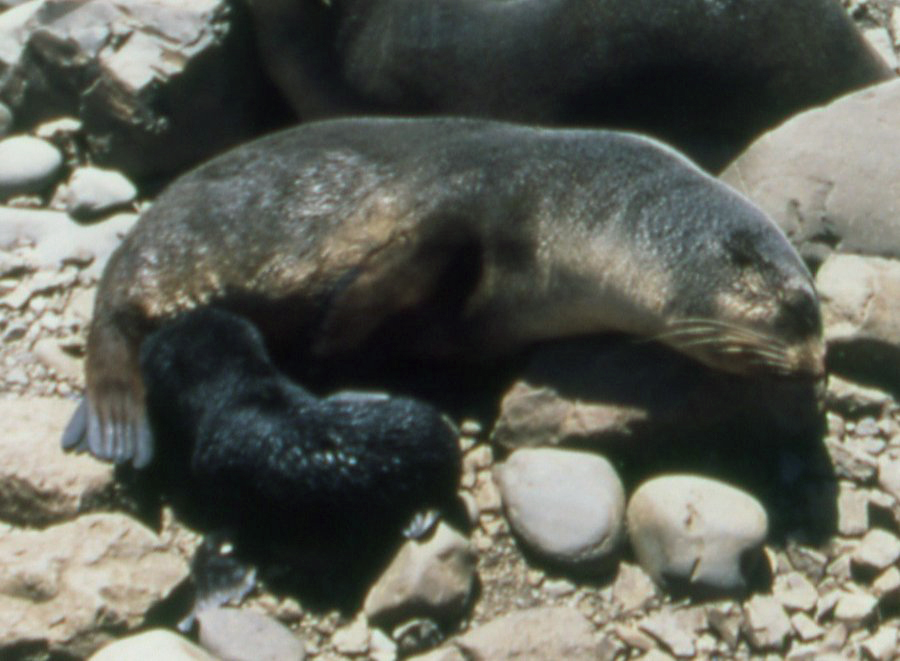
Fêmea e filhote.

Os machos passam a maior parte do ano no mar ou em colônias ociosas com outros machos, arrastando-se para os territórios de reprodução no início do verão para acasalar. Contudo, quando estão em terra, os machos exibem pouca atividade fora da época de reprodução. O padrão de atividade dos machos não reprodutores é muito dependente da temperatura ambiente. As focas subantárticas são fortes termorreguladores (aquele que tende a manter um corpo em uma temperatura específica, independentemente da temperatura ambiental), devido à sua gordura espessa. Como tal, quando a temperatura ambiente se torna alta, o corpo têm que ajustar seu comportamento para lidar com isso. Quando as temperaturas circundantes são inferiores a 18,5 graus Celsius, os machos são noturnos, ou seja, durante esse tempo eles deixam a terra para forragear à noite, e retornam no final da manhã. No entanto, quando as temperaturas ambientes são mais altas, seu padrão de atividade se torna diurno, isto é, eles deixam a terra ao meio-dia, quando as temperaturas estão altas, esfriando-se na água, e saem à noite para descansar.